# Stellaria irazuensis
Stellaria irazuensis är en nejlikväxtart som beskrevs av John Donnell Smith. Stellaria irazuensis ingår i släktet stjärnblommor, och familjen nejlikväxter. Inga underarter finns listade i Catalogue of Life.